# 99-та стрілецька дивізія (1-ше формування)
99-та стрілецька дивізія (99-та сд) — військове формування Збройних Сил СРСР, що брало участь в Німецько-радянській війні.

## Історія

### Формування
У жовтні 1923 року частина особового складу 130-го Богунського стрілецького полку 44-ї стрілецької дивізії була виділена для формування 130-го територіального полку. В кінці жовтня 130-й територіальний стрілецький полк відбув у новий район розквартирування — Монастирище, Липовець.
Формування 99-ї стрілецької дивізії, як територіальної, розпочалося у квітні 1924 року в м. Черкаси Української Радянської Соціалістичної Республіки в Українському військовому окрузі на базі 44-ї Київської сд.
В цей час командиром дивізії був тридцятирічний польський робочий Казимир Францевич Квятек..
У 1925 році входила до складу 17-го стрілецького корпусу, який складався з 3-ї, 23-ї, 24-ї, 96 і 99-ї стрілецьких дивізій.
Влітку 1926 року, коли полкова школа 295-го стрілецького полку стояла в таборах, до курсантів приїхав командир 17-го стрілецького корпусу, до складу якого входила 99-таа сд, відомий герой громадянської війни Яніс Фріцович Фабриціус. Він виступив перед червоноармійцями, перевірив проведення занять, познайомився з побутом.
У 1926 році до складу дивізії входили:
- управління дивізії
- 295-й Дніпровський стрілецький полк[3]
- 296-й Шевченківський стрілецький полк[3]
- 297-й Уманський стрілецький полк[3]

В 1931 році управління 99-ї дивізії містилося в м. Черкаси. До складу дивізії входили:
- управління
- 295-й полк, в м. Черкаси[3]
- 296-й полк, в м. Сміла[3]
- 297-й полк, в м. Умань[3]
- 99-й легкий артилерійський полк, в м. Жмеринка[2][3]

- 99-й окремий кавалерійський ескадрон, у м. Черкаси
- 99-та рота зв'язку, в м. Черкаси
- 99-та саперна рота, в м. Черкаси

Склад стрілецького полку:
- штаб
- 1,2,3-й стрілецькі батальйони
- батарея полкової артилерії
- підрозділи обслуги

У 1931 році 99-та стрілецька дивізія переведена на кадровий принцип комплектування і навчання особового складу.

### Довоєнний період
17 травня 1935 року Український військовий округ поділено на Київський військовий округ (КВО) і Харківський військовий округ (ХВО). 99-та стрілецька дивізія 17-го стрілецького корпусу увійшла до складу КВО.
1 липня 1935 99-та сд (змішана) 17-го ск дислокувалася в наступних гарнізонах:
- гарнізон м. Умань: управління дивізії; дивізійні частини: 99-й артполк та інші; 297-й стрілецький полк
- гарнізон м. Вапнярка: 296-й Шевченківський стрілецький полк
- гарнізон м. Могилів-Подільський: 295-й Дніпровський стрілецький полк

12 — 17 вересня 99-та сд 17-го ск брала участь в окружних тактичних навчаннях Київського військового округу — Київських маневрах. Війська, що брали участь у маневрах, мали умовне позначення — «сині» і «червоні». Народний комісар оборони СРСР К. Є. Ворошилов оголосив подяку всім командирам, політпрацівникам і червоноармійцям, які брали участь у маневрах.
26 липня 1938 року рішенням Головної Військової ради Червоної Армії Київський військовий округ перетворено в Київський Особливий військовий округ і в ньому створено армійські групи.
З 17 вересня 1939 року дивізія брала участь у вторгненні СРСР до Польщі у складі 13-го стрілецького корпусу Кам'янець-Подільської армійської групи 12-ї армії Українського фронту.
20 вересня Кам'янець-Подільська армійська група перейменована в Південну армійську групу. Війська продовжували виконувати поставлені завдання.
28 вересня 12-та армія розділена на 12-ту армію і Кавалерійську армійську групу.
29 вересня 1939 року 99-та стрілецька дивізія увійшла в місто Перемишль.
2 жовтня 1939 року входила до складу 17-го стрілецького корпусу 6-ї армії Українського фронту.
Хороша підготовка дивізії була відмічена в Директиві Наркомату Оборони: ДИРЕКТИВА О ЗАДАЧАХ ОГНЕВОЙ ПОДГОТОВКИ ВОЕННЫХ ОКРУГОВ, ОБЪЕДИНЕНИЙ, СОЕДИНЕНИЙ, ЧАСТЕЙ НА ЛЕТНИЙ ПЕРИОД 1941 ГОДА N 34678 17 мая 1941 г.
В результате поверки хода боевой подготовки, произведенной Наркоматом обороны и округами…
Из проверенных соединений в лучшую сторону выделяются: в КОВО — 99 сд.
З травня 1941 року дивізія перебувала відповідно до штату № 04/100. З 20 травня отримувала приписний склад у кількості 1 900 чол..

## Німецько-радянська війна
Увечері 22 червня 1941 року дивізія в складі 8-го стрілецького корпусу 26-ї армії Південно-Західного фронту (ПЗФ) висунулася до радянсько-німецького кордону. Командир дивізії полковник Н. В. Дементьєв.
23 червня на світанку зведений загін 92-го прикордонного загону НКВС, народні ополченці і частини дивізії беруть участь у контрнаступі на місто Перемишль, захоплений німецькою 101-ю легкою піхотною дивізією 22 червня, в результаті чого правобережна радянська частина міста була відбита у противника, а кордон — відновлений.
27 червня дивізія залишила Перемишль і відійшла на Нижанковичі, Рудня, Комарне, Миколаїв, Вінниця.
22 липня 1941 року за перші успішні бої на кордоні під містом Перемишлем нагороджена орденом Червоного Прапора. 99-та стрілецька дивізія стала першим радянським з'єднанням, яке нагороджено орденом в роки Німецько-радянської війни.
В кінці липня — на початку серпня 99-та стрілецька дивізія бере участь в битві під Уманню, де велика частина особового складу дивізії загинула або потрапила в полон. Організовано вийшли з оточення артилерійські полки, зенітний дивізіон, зв'язківці, саперний батальйон. Всього з Уманського котла вийшло близько 2-х тисяч бійців, при цьому вдалося зберегти прапори дивізії і полків.
У травні 1942 року дивізія потрапила в оточення під Барвінковим, з якого вийшли 1 067 чоловік особового складу.
8 — 15 червня 1942 року дивізія була виведена зі складу Південного фронту і з району Редьковські Піски спрямована на доукомплектування у Балашов до складу 6-ї резервної армії.
З 10 липня 1942 року дивізія була передана до складу 8-ї резервної армії.
Дивізія брала участь у Сталінградській битві.
До 10 березня 1943 року дивізія перебувала у складі 62-ї армії, потім була завантажена у військові поїзди на станції Паньшино і вирушила у розпорядження Південно-Західного фронту (станція Дворічна).
18 квітня 1943 року дивізія, за мужність і героїзм особового складу в боротьбі проти німецьких військ удостоєна почесного звання Гвардійська і перетворена в 88-му гвардійську стрілецьку дивізію.

## Підпорядкування
| Дата                       | Фронт (округ)                                | Армія               | Корпус (група)          | Примітки |
| -------------------------- | -------------------------------------------- | ------------------- | ----------------------- | -------- |
| 01.07.1941 року            | Південно-Західний фронт                      | 26-та армія         | 8-й стрілецький корпус  |          |
| 01.08.1941 року            | Південний фронт                              | 12-та армія         | 13-й стрілецький корпус | -        |
| 01.09.1941 року            | Південно-Західний фронт                      | -                   | -                       | -        |
| 01.10.1941—01.11.1941 року | Південний фронт                              | 18-та армія         | -                       | -        |
| 01.12.1941 року            | Південний фронт                              | -                   | -                       | -        |
| 01.01.1942—01.03.1942 року | Південний фронт                              | 37-ма армія         | -                       | -        |
| 01.04.1942 року            | Південний фронт                              | 9-та армія          | -                       | -        |
| 01.05.1942—01.06.1942 року | Південний фронт                              | 57-ма армія         | -                       | -        |
| 01.07.1942 року            | Резерв Ставки Верховного Головнокомандування | 6-та резервна армія | -                       | -        |
| 01.08.1942 року            | Резерв Ставки Верховного Головнокомандування | 8-ма резервна армія | -                       | -        |
| 01.09.1942 року            | Сталінградський фронт                        | 66-та армія         | -                       | -        |
| 01.10.1942—01.02.1943 року | Донський фронт                               | 66-та армія         | -                       | -        |
| 01.03.1943 року            | Резерв Ставки Верховного Головнокомандування | 62-га армія         | -                       | -        |
| 01.04.1943 року            | Південно-Західний фронт                      | 62-га армія         | -                       | -        |

## Повне найменування
- 99-та стрілецька дивізія (квітень 1924 — 22 липня 1941)
- 99-та Червонопрапорна стрілецька дивізія (з 22 липня 1941)

## У складі
- 17-й стрілецький корпус, Український військовий округ (1924 — 16.09.1939)
- 13-й стрілецький корпус, Кам'янець-Подільська армійська група, Український фронт (16 — 20.09.1939)
- 13-й стрілецький корпус, Південна армійська група, Український фронт (20 — 28.09.1939)
- 13-й стрілецький корпус, 12-та армія, Український фронт (28.09 — 10.1939)
- 17-й стрілецький корпус, 6-та армія, Український фронт (на 2.10.1939)
- 8-й стрілецький корпус, 26-та армія, Київський Особливий військовий округ (1939 — 22.06.1941)

## Командування
- Квятек Казимир Францович (1923—1924)[1][9]
- Малишкін Василь Федорович, полковник (1935—1936)
- Честохвалов Сергій Михайлович, комбриг (30.12.1937 — 21.01.1939)
- Власов Андрій Андрійович, комбриг, з 04.06.1940 генерал-майор (01.1940 — 17.01.1941)[3][4].
- Дементьєв Микола Іванович, полковник (17.01 — 01.07.1941)[3][4].
- Опякін Павло Прокопович, полковник (полонений, втік) (02.07 — 11.08.1941)[3][4].
- Дмітрієв Павло Дмитрович, комбриг (12.08 — 01.09.1941)[3][4].
- Владіміров Володимир Якович, полковник, з 27.01.1943 генерал-майор (02.09.1941 — 18.04.1943)[3][4].

## Нагороди
- Орден Червоного Прапора. 22 липня 1941 року за перші успішні бої на кордоні під м. Перемишль.